# Nopala de Villagrán
Nopala de Villagrán är en kommun i Mexiko.   Den ligger i delstaten Hidalgo, i den sydöstra delen av landet, 110 km nordväst om huvudstaden Mexico City.
Följande samhällen finns i Nopala de Villagrán:
- Nopala
- Maravillas
- San Juanita
- Cuaxithi
- La Siempreviva
- El Borbollón
- Dañu
- Los Cerritos
- Denthó
- Humini
- Loma del Progreso
- La Palma
- La Salita
- El Manantial
- Las Cruces
- Ojuelos
- Pedregales Borbollón
- La Fuente
- El Mogote